# Alexey Simonovich Kondrashov
Alexey Simonovich Kondrashov (tên tiếng Nga: Алексе́й Си́монович Кондрашо́в, tiếng Việt: A-lêc-xây Xi-mô-nô-vic Kôn-đra-sôp) nổi tiếng là một chuyên gia trong lĩnh vực sinh học tiến hóa, chuyên nghiên cứu về các mô hình đột biến, được giới khoa học nhắc đến nhiều nhất về giả thuyết đột biến xác định (deterministic mutation hypothesis) giải thích quá trình duy trì sinh sản hữu tính., ,  Ông còn là người sáng lập và là người đứng đầu phòng thí nghiệm bộ gen Kỹ thuật sinh học và tin sinh học của trường đại học Quốc gia Moskva.
Xuất thân từ Liên Xô, A.S. Kondrashov đã làm việc tại Hoa Kỳ từ đầu những năm 1990, là giáo sư tại trường Đại học Michigan. Công việc của ông hiện đang tập trung vào việc xác định tỷ lệ đột biến tự phát ở Drosophila. Ngoài ra, ông còn đang nghiên cứu quá trình chọn lọc chưỗi trong tiến hoá phân tử prôtêin., .

## Sơ lược tiểu sử
Alexey Kondrashov sinh ngày 11 tháng 4 năm 1957 tại Matxcơva. Cha ông là Simon Alevich Shnol - một nhà sinh lý học nổi tiếng của Liên Xô thời đó, cũng là nhà nghiên cứu lịch sử khoa học Liên Xô.
Vào khoảng thập niên 1960, gia đình chuyển đến Pushchino xa trung tâm thủ đô. Ở đây Kondrashov   học tại trường tiểu học số 1 (1966-1970), sau đó (1970-1973) học lên trường trung học thực nghiệm số 2 cũng ở Pushchino. Khi còn là học sinh phổ thông lớp 8 (1971), Kondrashov đã được trao giải nhất về kì thi Olympic Sinh học học đường (MSU) và giải nhất của MSU vào năm 1973 (lúc đó là học sinh lớp 10).
Từ năm 1973 đến 1978, Kondrashov học tập và nghiên cứu tại khoa Di truyền học của trường đại học Quốc gia Moskva. Năm 1984, ông bảo vệ luận án tiến sĩ, từ đó trong giới khoa học, ông hay được nhắc đến với giả thuyết Kondrashov tức là giả thuyết đột biến xác định. Sau đó, Aleksey Simonovich cũng còn được biết đến với các công trình nghiên cứu về sinh học phân tử chủ yếu trong lĩnh vực tiến hóa của prôtêin và các đột biến trong quần thể ruồi giấm (chi Drosophila).
Năm 1990, Kondrashov trở thành nhà khoa học có tham gia nghiên cứu ở khoa Di truyền học tại trường Đại học Wisconsin - Madison. Ông trở thành giáo sư trợ lý tại Đại học Cornell năm 1993 và thành phó giáo sư vào năm 1996. Sau đó ít lâu, ông là giáo sư tại Đại học Michigan.

## Tác phẩm nổi tiếng
Deleterious mutations and the evolution of sexual reproduction (Đột biến mất và tiến hóa của sinh sản hữu tính).